# ازدواج سوم
ازدواج سوم (به کره‌ای: 세 번째 결혼؛ انگلیسی: The Third Marriage) یک سریال در حال پخش، ساخت کشور کره جنوبی است. اوه سونگ آه، یون سون-وو و یون هه یونگ از بازیگران اصلی این مجموعه تلویزیونی هستند.

## خلاصه داستان
این مجموعه، داستان زندگی جونگ دا جونگ (اوه سونگ آه) را روایت می‌کند که در ابتدا شاد و با نگرش مثبت بود اما پس‌از گذراندن حوادثی در مسیر انتقام قرار می‌گیرد.

## بازیگران

### اصلی
| نام           | کاراکتر      |
| ------------- | ------------ |
| اوه سونگ آه   | جونگ دا جونگ |
| یون سون-وو    | وانگ یو هان  |
| یون هی-یونگ   | مین هه ایل   |
| جون نو-مین    | وانگ جه گوک  |
| اوه سه یونگ   | کانگ سه ران  |
| مون جی هو     | بک سانگ چول  |
| پارک یونگ وون | وانگ جی هون  |